# Доан, Эврим
Эври́м Дога́н (тур. Evrim Doğan; род. 5 сентября 1977, Анкара) — турецкая актриса

 театра, кино и телевидения.

## Биография и карьера
Эврим Доган родилась 5 сентября 1977 года в Анкаре (Турция). Она окончила актёрский факультет Государственной консерватории Анатолийского университета.
В 2004 году Доган дебютировала на телевидении, сыграв роль Пелин в телесериале «В окрестностях рая». С 2020 по 2021 год она играла роль Айфер Йылдыз в телесериале «Постучись в мою дверь». С 2022 по 2023 год играла роль Гёнюль в телесериале «Мои братья, мои сёстры». Также играет в театре и была номинирована на кино- и театральную премию Садри Алышыка в категории «Лучшая актриса второго плана» в 2014 году.
В марте 2022 года Доган вышла замуж за актёра Енера Озера после пяти лет отношений.

## Фильмография
| Год       |   | Русское название       | Оригинальное название    | Роль             |
| --------- | - | ---------------------- | ------------------------ | ---------------- |
| 2004      | с | В окрестностях рая     | Cennet Mahallesi         | Пелин            |
| 2008      | с | Симфония любви         | Dudaktan Kalbe           | Эврим            |
| 2009      | с | На заднем ряду         | Arka Sıradakiler         | Суна             |
| 2011      | с | Слушай, дорогой        | Dinle Sevgili            | Сакине           |
| 2012—2013 | с | Февраль                | Şubat                    | Кубан            |
| 2013—2014 | с | Совесть                | Vicdan                   | Гизем            |
| 2015      | ф | Милая и опасная        | Sevimli Tehlikeli        | Нуртен           |
| 2015—2016 | с | Жизнь полна чудес      | Hayat Mucizelere Gebe    |                  |
| 2016      | ф | Всё из-за любви        | Her Şey Aşktan           |                  |
| 2016—2017 | с | Просто улыбнись        | Gülümse Yeter            | Нермин Оздемир   |
| 2017—2018 | с | Наша история           | Bizim Hikaye             | Шейма            |
| 2018      | с | Женщина                | Kadın                    | Ешим             |
| 2018      | с | Я — Барту              | Bartu Ben                | медсестра        |
| 2018      | ф | Это любовь?            | Aşk Bu Mu?               | Дидем            |
| 2019      | с | Дети сестёр            | Kardeş Çocukları         | Лебриз           |
| 2020—2021 | с | Постучись в мою дверь  | Sen Çal Kapımı           | Айфер Йылдыз     |
| 2022      | с | Всё о браке            | Evlilik Hakkında Her Şey | Надиде Сейяхоглу |
| 2022—2023 | с | Мои братья, мои сёстры | Kardeşlerim              | Гёнюль           |